# Zbigniew Niedośpiał
Zbigniew Niedośpiał (ur. 23 stycznia 1968) – polski hokeista.

## Kariera zawodnicza
- Podhale Nowy Targ (1985/1989)
- Unia Oświęcim (1989/1990)
- STS Sanok (1991–1992)

W barwach reprezentacji Polski do lat 20 uczestniczył w turniejach mistrzostw świata juniorów do lat 20 w 1987, 1988 (Grupa A). 
Był zawodnikiem Podhala Nowy Targ w sezonach 1986/1987, 1987/1988, 1988/1989. W edycji 1989/1990 występował w barwach Unii Oświęcim. W trakcie sezonu II ligi 1991/1992 został zawodnikiem STS Sanok, z którym zdobył mistrzostwo tych rozgrywek i awans do I ligi. Po sezonie odszedł z klubu.

## Sukcesy
Klubowe
- Puchar „Sportu” i PZHL: 1987 z Podhalem Nowy Targ
- Srebrny medal mistrzostw Polski: 1986 z Podhalem Nowy Targ
- Złoty medal mistrzostw Polski: 1987 z Podhalem Nowy Targ
- Brązowy medal mistrzostw Polski: 1989 z Podhalem Nowy Targ
- Awans do I ligi: 1992 z STS Sanok